# Mątwica (gromada)
Mątwica – dawna gromada, czyli najmniejsza jednostka podziału terytorialnego Polskiej Rzeczypospolitej Ludowej w latach 1954–1972.
Gromady, z gromadzkimi radami narodowymi (GRN) jako organami władzy najniższego stopnia na wsi, funkcjonowały od reformy reorganizującej administrację wiejską przeprowadzonej jesienią 1954 do momentu ich zniesienia z dniem 1 stycznia 1973, tym samym wypierając organizację gminną w latach 1954–1972.
Gromadę Mątwica z siedzibą GRN w Mątwicy utworzono – jako jedną z 8759 gromad – w powiecie łomżyńskim w woj. białostockim, na mocy uchwały nr 18/V WRN w Białymstoku z dnia 4 października 1954. W skład jednostki weszły obszary dotychczasowych gromad Mątwica i Szablak ze zniesionej gminy Kołaki oraz Grzymały Nowogrodzkie ze zniesionej gminy Szczepankowo w tymże powiecie. Dla gromady ustalono 11 członków gromadzkiej rady narodowej.
31 grudnia 1959 do gromady Mątwica przyłączono wieś Sławiec ze znoszonej gromady Chojny Młode, wyłączając jednocześnie z gromady Mątwica przyległy do wsi Szablak obszar lasów państwowych N-ctwa Łomża obejmujący oddziały 22 i 23 włączając go do gromady Kupiski Stare, po czym gromadę Mątwica zniesiono włączając jej (pozostały) obszar do nowo utworzonej gromady Nowogród.